# Bennett County
Bennett County är ett administrativt område i delstaten South Dakota, USA. År 2010 hade countyt 3 431 invånare. Den administrativa huvudorten (county seat) är Martin. 

## Geografi
Enligt United States Census Bureau så har countyt en total area på 3 084 km². 3 070 km² av den arean är land och 14 km² är vatten. 

### Angränsande countyn
- Jackson County - nord
- Todd County - öst
- Cherry County, Nebraska - syd
- Shannon County - väst